# Vanadium-redox-accumulator
De vanadium-redox-accumulator is een oplaadbare uitvoering van een vloeistofaccumulator. Omdat hij met één vanadium-redox-paar per halve cel werkt, wordt het probleem van verontreiniging over en weer t.g.v. diffusie-effecten door het membraan verhinderd. Ofschoon de toepassing van vanadium-redox-paren in vloeistofaccumulatoren eerder reeds voorgesteld werd door Pissoort in 1933, door NASA-medewerkers en Pellegri en Spaziante in 1978, vond een succesvolle demonstratie en commerciële ontwikkeling eerst plaats in de jaren 80 van de 20e eeuw aan de Universiteit van New South Wales door Maria Skyllas-Kazacos en haar medewerkers. De vanadium-redox-accumulator in zijn huidige vorm (met zwavelzuur-elektrolyten) werd in 1986 door de University of New South Wales in Australië gepatenteerd.
De vanadium-redox-accumulator benut de speciale eigenschap van vanadium, in oplossing vier verschillende oxidatietoestanden te kunnen aannemen, zodat in plaats van twee slechts één elektroactief element voor de accumulator nodig is.
Het belangrijkste voordeel van de vanadium-redox-accumulator is, dat hij een bijna onbegrensde capaciteit kan leveren, want hij kan eenvoudig door het toepassen van grotere opslagtanks vergroot worden. De accumulator kan lange tijd compleet ontladen zijn, zonder dat daarbij geheugeneffecten optreden. Hij kan door uitwisseling van de elektrolyt snel weer geladen worden, als geen stroombron voorhanden is, om hem op te laden. Zelfs in het geval van een abusievelijk vermengen van de elektrolyt met de andere halve cel ontstaat geen permanente schade.
De belangrijkste nadelen van de vanadium-redox-accumulatortechnologie zijn de nog slechte energie-volumeverhouding en het, in vergelijking met standaard accumulatoren, complexe systeem.

## Energiedichtheid
De momenteel geproduceerde vanadium-redox-accu’s behalen een energiedichtheid van ongeveer 25 Wh/kg elektrolyt. Recentere onderzoeken van de Universiteit van New South Wales geven aan dat gebruik van precipitatievertragers de dichtheid kan verhogen tot ongeveer 35 Wh/kg, met zelfs mogelijk hogere dichtheden door goede temperatuurregeling van de elektrolyt. Deze energiedichtheid is tamelijk laag in vergelijking met andere oplaadbare accu’s (b.v., loodaccu: 30–40 Wh/kg, en lithium-ion-accu: 80–200 Wh/kg).
Onderzoekers aan het Fraunhofer-Institut für Chemische Technologie claimen, dat ze een prototype gebouwd hebben van een cel die in staat is tot energiedichtheden van "vier of vijf maal zo hoog, tot bij benadering die van lithium-ion-accu’s".

## Toepassingen
De extreem grote capaciteit, die mogelijk is met vanadium-redox-accumulatoren, maakt ze uitermate geschikt voor grote energieopslagtoepassingen zoals voor het uitmiddelen van de productie van opwekkingsbronnen met een grote variatie zoals wind- of zonne-energie, of om generatoren te helpen bij grote sprongen in de vraag.
Hun extreem snelle responstijd maakt ze ook uitermate geschikt voor noodstroomtoepassingen, waar ze gebruikt kunnen worden om loodaccu’s en zelfs dieselgeneratoren te vervangen.

## Opstellingen
Tot 2010 geïnstalleerde vanadium-redox-accumulatoren:
- Een 1,5 MW UPS (Uninterruptible Power Supply)-systeem in een halfgeleiderfabriek in Japan.
- Een 275 kW output balancer in gebruik bij een windenergieproject in de Tomari Wind Hills van Hokkaido.
- Een 200 kW, 800 kWh (2,9 GJ) output leveler in gebruik bij de Huxley Hill Wind Farm op King Island, Tasmanië.
- Een 250 kW, 2 MWh (7,2 GJ) spanningsregelaar in gebruik in Castle Valley, Utah.
- Een 12 MWh (43 GJ) accumulator zal worden geïnstalleerd bij het windmolenpark Sorne Hill in Donegal, Ierland.
- Twee 5-kW units zijn geïnstalleerd bij Safaricom GSM site in Katangi and Njabini, Winafrique Technologies, Kenia.
- Twee 5-kW units zijn geïnstalleerd in St. Petersburg, Florida.
- Een 100 kWh unit met 18 kW stacks van Cellstrom is geïnstalleerd in Vierakker (Gelderland) in het kader van het concept FotonenBoer (InnovatieNetwerk/Stichting Courage)

Het Duitse bedrijf Voltstorage brengt in 2020 een toepassing op de markt voor thuisgebruik. Capaciteit 6,2 kWh - belasting 1,5 kWh